# Isabella Pasanisi
Isabella Pasanisi (Roma, 8 giugno 1955) è una doppiatrice e direttrice del doppiaggio italiana.

## Biografia
È sorella minore della doppiatrice Anna Rita Pasanisi.
Tra le attrici che ha doppiato: Demi Moore, Laura Dern, Holly Hunter, Ellen Barkin, Melanie Griffith, Diane Lane, Linda Hamilton, Andie MacDowell, Marcia Gay Harden, Sharon Stone, Courtney Love, Carrie Fisher e Rosanna Arquette.
Ha inoltre prestato la voce ai personaggi di: Anna Williams nell'anime in due parti Tekken: The Animation, Hiromi in Tekkaman, Yoko Shiraki in Rocky Joe.
Come direttrice di doppiaggio ha diretto fra gli altri:
- le serie televisive: Dr. House - Medical Division, Seinfeld, Stargate SG-1, Fat Actress, Murphy's Law, In tribunale con Lynn, Mad Men, Orange Is the New Black;
- i film d'animazione de I Cavalieri dello zodiaco (ridoppiaggio Dynamic): La dea della discordia, L'ardente scontro degli dei, La leggenda dei guerrieri scarlatti, L'ultima battaglia;
- le serie animate: Johnny Bravo, Kojiro - La guerra per le spade sacre, Harlock Saga - L'anello dei nibelunghi, King of the Hill.

È inoltre speaker in promo sui canali Rai.

## Doppiaggio

### Film
- Demi Moore in St. Elmo's Fire, A proposito della notte scorsa..., Non siamo angeli, L'ombra del testimone, Amore e magia, Codice d'onore, Proposta indecente, Il giurato, Charlie's Angels - Più che mai, Un colpo perfetto
- Laura Dern in Jurassic Park, Cielo d'ottobre, Un mondo perfetto, Daddy & Them - Una famiglia di pecore nere, Jurassic Park III, Novocaine, Inland Empire - L'impero della mente, Wilson, Jurassic World - Il dominio
- Holly Hunter in Always - Per sempre, Ancora una volta, Il socio, Una vita esagerata, Fratello, dove sei?, Moonlight Mile - Voglia di ricominciare, Levity
- Ellen Barkin in Johnny il bello, Mac, Voglia di ricominciare, The Fan - Il mito, Mercy - Senza pietà, Qualcuno come te, Brooklyn's Finest
- Melanie Griffith in Milagro, Il falò delle vanità, Una estranea fra noi, Scomodi omicidi, L'ombra del dubbio, Pazzi in Alabama, Tart - Sesso, droga e... college
- Diane Lane in Scacco mortale, Ritorno a Tamakwa - Un'estate indiana, Dredd - La legge sono io, La tempesta perfetta, Hardball
- Linda Hamilton in Terminator 2 - Il giorno del giudizio, Dante's Peak - La furia della montagna, A Girl Thing - Cosa pensa una donna, Terminator - Destino oscuro
- Andie MacDowell in Hudson Hawk - Il mago del furto, Ricomincio da capo, Mi sdoppio in 4, I Muppets venuti dallo spazio, La dea del successo
- Sharon Stone in Benedizione mortale, Action Jackson, Atto di forza, L'anno del terrore, Alpha Dog
- Rosanna Arquette in S.O.B., Chi pesca trova, Diario di un'ossessione intima
- Meg Ryan in Il presidio - Scena di un crimine, Top Gun, Pazzi da legare
- Ann Dowd ne L'allievo, L'esorcista - Il credente
- Loretta Devine in Urban Legend, Urban Legend - Final Cut
- Theresa Randle in Bad Boys II, Bad Boys: Ride or Die
- Courtney Love in Larry Flynt - Oltre lo scandalo
- Cecilia Roth in Goyo
- Helen Hunt in Qualcosa è cambiato
- Dawn Jeffory in Mammina cara
- Ariane Koizumi in L'anno del dragone
- Annabeth Gish in Colpevole d'innocenza
- Alison Doody in Indiana Jones e l'ultima crociata
- Amy Irving in Carrie - Lo sguardo di Satana
- Jennifer Lopez in Money Train
- Lindsay Frost in The Ring
- Marina Sirtis in Star Trek - L'insurrezione
- Marella Oppenheim in Assassinio allo specchio
- Natasha Richardson in Un amore a 5 stelle
- Frances McDormand in Madeline - Il diavoletto della scuola
- Coralina Cataldi Tassoni in Opera
- Rhea Perlman in Matilda 6 mitica
- Bebe Neuwirth in Jumanji
- Caroline Goodall in Schindler's List - La lista di Schindler
- Anne Archer in End Game
- Victoria Jackson in Ti amerò... fino ad ammazzarti
- Rya Kihlstedt in Mamma, ho preso il morbillo
- Laura Innes in Deep Impact
- Elaine Kagan in Quei bravi ragazzi
- Paula Malcomson in Il miglio verde
- Julia Sweeney in Stuart Little - Un topolino in gamba
- Alison Eastwood in Mezzanotte nel giardino del bene e del male
- Catherine Noyes in Sotto il vestito niente
- Wendie Malick in I Love Shopping
- Polly Walker in Giochi di potere
- Valeria Golino in Big Top Pee-wee - La mia vita picchiatella
- Brigitte Nielsen in Cobra
- Tanya Roberts in 007 - Bersaglio mobile
- Kari Matchett in Il cubo 2 - Hypercube
- P.J. Soles in Halloween - La notte delle streghe
- Cara Seymour in Il ladro di orchidee
- Shannon Wilcox in Per vincere domani - The Karate Kid
- Jennifer Cooke in Venerdì 13 parte VI - Jason vive

### Film d'animazione
- Anna Leonowens in Il re ed io
- Anna Williams in Tekken - The Animation
- Kurumizawa in Tokyo Godfathers
- Akela in La famiglia della giungla

### Serie televisive
- S. Epatha Merkerson in Chicago Fire, Chicago P.D., Chicago Med
- Ayda Aksel in La rosa della vendetta, The Family
- Christine Lahti in Law & Order - Unità vittime speciali, The Blacklist
- Khandi Alexander in CSI: Miami
- Penny Johnson Jerald in Castle
- Tanya Roberts in Charlie's Angels
- Denise Crosby in Star Trek: The Next Generation
- Dianne Kay in La famiglia Bradford
- Kathleen Beller, Catherine Oxenberg, Karen Cellini e Terri Garber in Dynasty
- Susan Sarandon e Jennifer Saunders in Friends
- Isabella Hofmann in Homicide
- Natália do Vale in Agua Viva
- Marcela Ruiz in Perla nera
- Suzanne Somers in Tre cuori in affitto
- Christine Ebersole in American Horror Story
- Julika Jenkins e Lisa Kreuzer in Dark
- Julie Carmen in Tales of the Walking Dead
- Cynthia Gibb in Fame - Saranno Famosi
- Amy Irving in Dr. House - Medical Division
- Pam Grier in The L Word[1]

### Cartoni animati
- Inez Wong (st. 7+), Sherry Fry (st. 3-4) e altri personaggi in Futurama[2]
- Melody Valentine in Josie e le Pussycats
- Karen in Jeanie dai lunghi capelli
- Mary Ann e Marigera nell'episodio Il sole dietro le lacrime di Il Grande Mazinga
- Zia Nora in Jumanji
- Signora Fagiana (1ª stagione) e Ombrosa (2ª stagione) ne Le avventure del bosco piccolo[3]
- Sarah Winchester ne I Simpson
- Direttrice Victoria in South Park (doppiaggio SEFIT-CDC)
- Lin Beifong in La leggenda di Korra
- Hiromi in Tekkaman

## Prosa televisiva Rai
- Abele, ovvero, molti si chiamano Caino, regia di Giuseppe Di Martino, trasmessa il 19 marzo 1962.

## Prosa radiofonica Rai
- Il ritorno, regia di Ottavio Spadaro, trasmessa il 1º luglio 1963.